# مستخدمه و پارچه کتانی
مستخدمه و پارچه کتانی (انگلیسی: Maids and Muslin) یک فیلم کمدی صامت کوتاه آمریکایی به کارگردانی نوئل ام. اسمیت است که در سال ۱۹۲۰ منتشر شد. از بازیگران این فیلم می‌توان به اولیور هاردی و جیمی اوبری اشاره کرد.